# Фаланстер

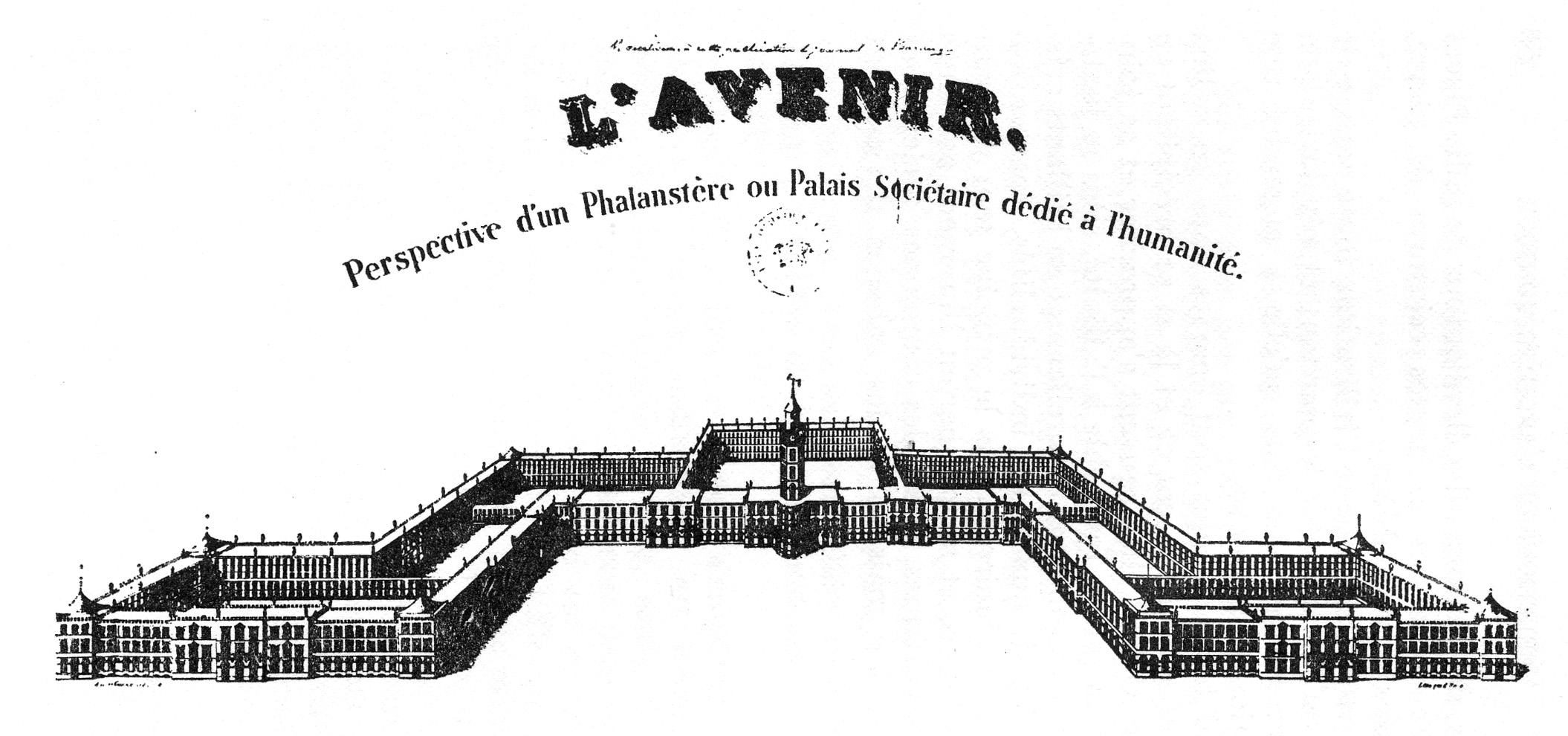
Перспективний вид на міський район Фур'є — Фаланстер. Сільська територія на кресленні не показана.

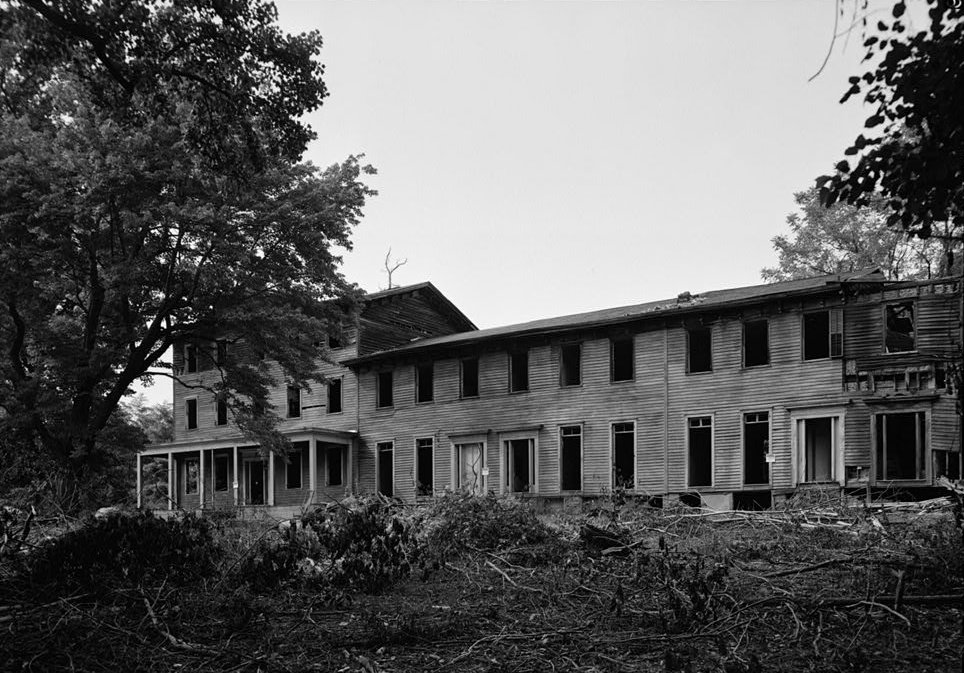
Будівля північноамериканського фаластеру в окрузі Монмут, штат Нью-Джерсі, натхненна концепцією Фур'є.

Фаланстер (або фаланстерія) — це тип будівлі, розроблений для самодостатньої утопічної спільноти, яка в ідеалі складається з 500—2000 людей, що працюють разом для взаємовигоди. Концепція фаланстера розроблена на початку 19 століття Шарлем Фур'є. Фур'є підібрав ім'я шляхом об'єднання слова фаланга (фаланга, піша військова частина в стародавній Греції), зі словом monastère (монастир).

## Структура
Фур'є задумав фаланстер як організовану будівлю, призначену для об'єднання особливостей міської та сільської організації життя.
Будова фаланстера складалася з трьох частин: центральної частини та двох бічних крил. Центральна частина була призначена для спокійної діяльності. Вона містила їдальні, зали засідань, бібліотеки та кабінети. Бічне крило було призначене для трудової діяльності та гучних занять, таких як столярні роботи, ковальство та металообробка. Тут також розміщувалися діти, бо під час гри вони вважалися галасливими. В другому крилі містився караван-сарай із бальними залами та залами для зустрічей із сторонніми людьми, яким необхідно заплатити, щоб відвідати та зустріти людей із громади фаланги. Вважалося, що цей дохід підтримує автономну економіку фаланстера. Фаланстер також включав приватні квартири та багато соціальних залів. Соціальний зал був названий Фур'є як серістерр (фр. seristère).

## У Франції та США
Хоча Фур'є видавав кілька журналів у Парижі, серед них «Фаланстер» (La Phalanstère), він не створив жодного фаланстеру в Європі через відсутність фінансової підтримки. Кілька так званих колоній були засновані в Сполучених Штатах Америки Альбертом Брисбеном та Горацієм Грілі.

## Реалізація
- Ла-Колонія Конде-сюр-Весгре (1832)
- Фаланстія Скеєні, Валахія (1834)
- У 1847 г. поміщик і громадський діяч М. В. Петрашевський збудував для своїх кріпаків фаланстер згідно Фур'є. Того ж року селяни підпалили фаланстер.
- Румунський землевласник Еманоїл Белечану, захопившися ідеями утопічного соціалізму, у 1835—1837 роках утримував з вивільненими селянами фаланстер, пізніше розігнаний владою.
- Реюньйон у Далласі (1855)
- Фаланстер у Гізі (1859)
- Фаланстер Годена (1887)
- Кооперативи Лонго Маї (1973)
- Уранська фаланстерія, Нью Йорк (1974)

## Гендерні ролі
Фур'є вважав, що традиційний будинок був місцем вигнання та утисків жінок. Він вважав, що гендерні ролі можуть прогресувати, формуючи їх у межах спільноти, більше ніж прагнення сексуальної свободи чи інших симонівських концепцій.

## Спадщина
У 20 столітті архітектор Ле Корбюзьє адаптував концепцію фаланстера, коли він спроектував Unité d'Habitation, автономну комуну, в Марселі.

## У популярній культурі
- Еміль Золя у романі «Дамське щастя» називає торговий дім «Дамське щастя» фаланстером.
- В угорській п'єсі "Трагедія людини " Імре Мадаха одна з пізніших сцен відбувається у фаланстері, в утопічному майбутньому, де все людство живе у фаланстерах, немає кордонів, немає націй, а цивілізація займається переважно наукою.
- У романі, який отримав приз Букера "Володіння" Антонії Баєтт, описані предки антагоніста Мортімера Кроппера (с. 114) як спробу знайти фаланстери у Нью-Мексико.
- У фільмі «Брати-сестри» Жака Одіяр Герман Теплий мріє влаштувати фаланстер.
- У сатиричному романі М. Є. Салтикова-Щедрина «История одного города», літописець розповідає, що якщо б Бородавкін правив у Глупові більше часу, то, напевно, збудував би там фаланстер.
- Про фаланстер, у романі Ф. М. Достоєвского «Злочин і покарання», говорив Разуміхін, друг Раскольниківа, у квартирі у Порфірія Петровича.
- Про фаланстер у романі Ф. М. Достоєвского «Біси» говорить хроникер про Ліпутіна, Шигальова (брат жінки Віргінського).
- У романі М. Г. Чернишевского «Що робити?» Віра Павлівна бачить фаланстер у четвертому сні.
- У романі Віктора Пелевіна «Наглядач» фаланстери — частина освітньої системи, пов'язаної з монастирями.
- У комп'ютерній грі Tristania 3D зла імперія Курбе Домінейт живе у фаланстері (у грі пишеться «Falanster») десь поблизу Норвегії, прихованому від решти світу. У грі фаланстер описується як гігантське місто-держава, що складається з 7 основних районів. Головний герой гри повинен отримати доступ до фалантеру, на жаль, вона дуже добре захищена. Зрештою він робить це, і більша частина гри відбувається всередині фаланстеру, хоча явно лише 15 рівень носить назву «Фаланстер».

## Дивитися також
- Фемінізм у Франції
- Кібуци
- Оясато-яката
- Віктор Проспер Помітний